# Brecha digital en Uruguay
La brecha digital en Uruguay se presenta en el ámbito demográfico, etario, educativo, socioeconómico, entre otros. Además, el problema se desplaza al uso que se le da al Internet más que a la accesibilidad de la misma, lo que algunos denominan "segunda brecha digital". Uruguay es el país que más avanzado se encuentra en la reducción de las brechas digitales en Latinoamérica. Según el Instituto Nacional de Estadística (INE-Agesic), el porcentaje de hogares con conexión a Internet de cualquier tipo es del 88% y los hogares con conexión a Internet por banda ancha fija es del 71%. Asimismo, dentro del conglomerado de los países que hacen parte del Digital 9, es el único representante de América Latina y el Caribe, por ello posiciona al país a la escala de los líderes mundiales en gobiernos digitales. De esta forma, destaca por haber reducido la brecha digital, mediante el Plan Ceibal, obteniendo un progreso en la digitalización de los servicios gubernamentales y en su compromiso con un gobierno más abierto y de proximidad.

## Dimensiones de la brecha digital

#### Brecha nivel educativo y etario
La población uruguaya posee grandes diferencias en la práctica de las transacciones en línea dependiendo del nivel educativo alto o bajo, siendo este último el que tiene el menor uso para ello, mientras que el primero obtiene un uso preponderante en estas operaciones virtuales. De la misma manera, sucede con la ciudadanía de edad avanzada, ya que aquellos de 65 años o más son solo el 10% de quienes realizan pagos o trámites en línea.

#### Brecha socioeconómica
Gran parte de los hogares del Uruguay que se encuentran en el quintil más bajo de ingresos y apartados de la ciudad, utilizan únicamente dispositivos digitales no celulares que son otorgados a través de políticas públicas. Asimismo, casi la mitad del 20% de las familias de menores ingresos poseen conectividad a internet pero sin contar con una computadora, algo que ocurre solo en 2 de cada 10 hogares del 20% de más alto ingreso. De esta forma, casi la mitad de quienes habitan en los hogares del 20% de menor ingreso accede al internet solo por vía celular; cantidad que se reduce de acuerdo al quintil de ingreso del hogar, pues en los hogares de mayores ingresos solo sucede en un 16%.

#### Brecha digital en el agro
En el área de la agroindustria se aprecia una brecha digital entre los agricultores de gran escala y los pequeños agricultores, estos últimos son en su mayoría personas mayores, no cuentan con educación digital, a diferencia de los primeros, que emplean las TIC de manera sistemática mejorando su productividad.

## Compromiso gubernamental
Los primeros compromisos en incorporarse fueron la enseñanza de competencias y habilidades digitales en la educación formal a través de la inclusión de contenidos en todos los ciclos educativos y con énfasis en los centros con elevado nivel de vulnerabilidad social y educativa, buscando facilitar que todas las personas puedan adquirir conocimientos para así poder ejercer sus derechos y obligaciones en el entorno digital.
Los compromisos siguientes buscan la integración de la comunidad, donde su objetivo principal es aprovechar las herramientas digitales para la integración social. Estos compromisos se basan en alcanzar la accesibilidad digital de los servicios e información que brinda el Estado y sectores prioritarios de la actividad privada, e impulsar acciones para monitorear su cumplimiento. En otro punto, se busca profundizar la adopción digital de los servicios de salud, desarrollando prescripciones ambulatorias con receta digital, integrando el resumen de paciente a la historia clínica electrónica y modernizando los procesos de comunicación de la autoridad sanitaria con los profesionales de salud.
Los últimos objetivos buscan conectar segmentos, servicios y población que está más desconectada con la sociedad, estos serían maximizar el despliegue territorial de la Policía Nacional, implementando una comisaría virtual, con accesos digitales a los servicios que brindan las oficinas del Ministerio del Interior. También desarrollar una estrategia digital para adultos mayores, que fortalezca la integración sociocultural de los mismos, a través del acceso y apropiación de contenidos y recursos digitales. Y por último, diseñar una estrategia de inclusión digital para población rural, con énfasis en mujeres rurales.

## Estrategias gubernamentales para reducir la brecha digital

#### Plan Ibirapitá

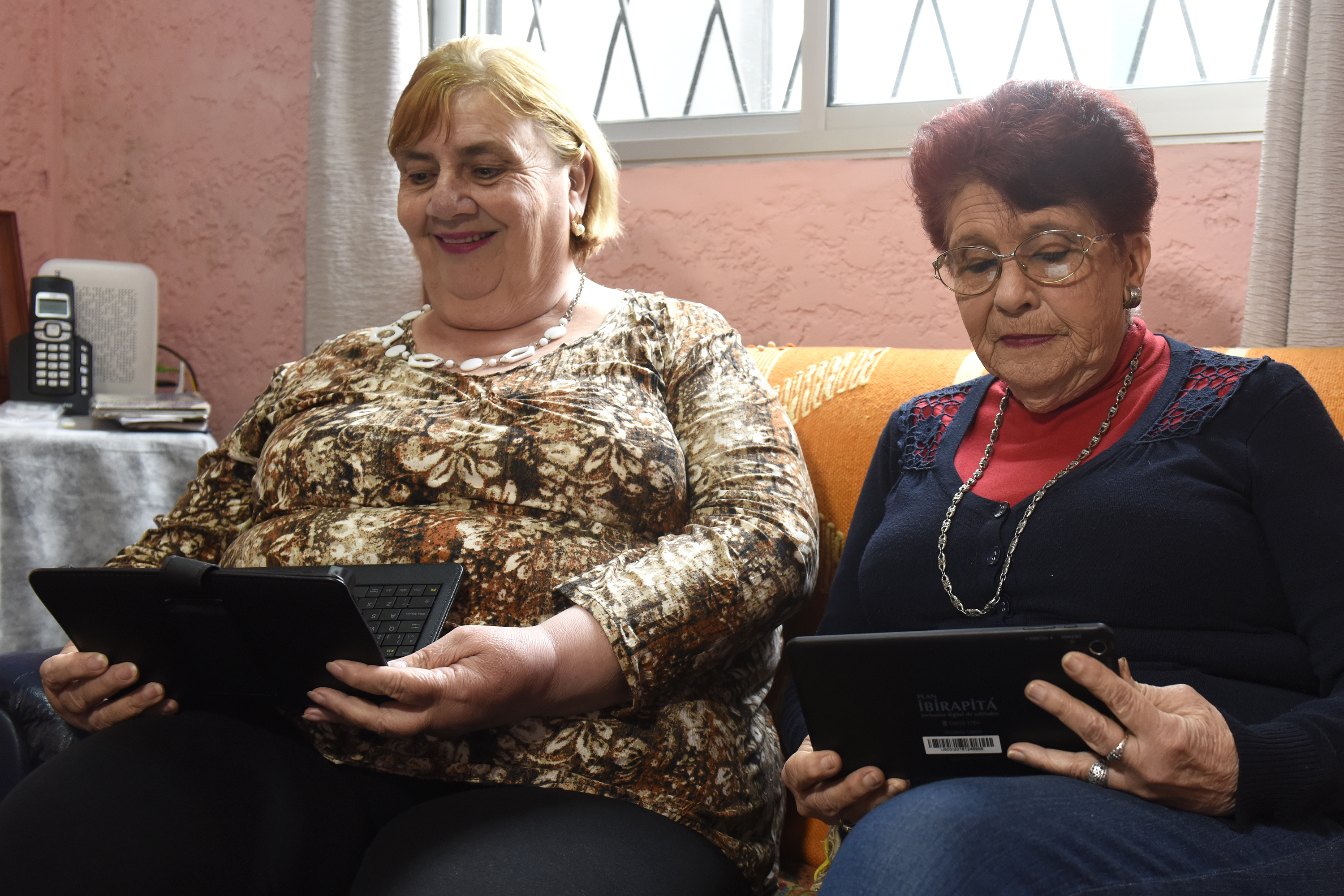
Beneficiarias del Plan Ibirapitá, año 2019

Incentiva la inclusión al acceso digital de jubilados/as de Uruguay a través de la entrega gratuita de un tablet con una interfaz intuitiva y amigable. Asimismo, se encarga de realizar talleres de capacitación y de ayuda para una experiencia digital provechosa.

#### Plan Ceibal
Fomenta la inclusión e igualdad de oportunidades para brindar un apoyo tecnológico a las políticas educativas uruguayas. Dada su implementación, todos los niños/as y adolescentes del Uruguay que ingresan al sistema educativo público acceden a una computadora de uso personal con internet gratuito desde el establecimiento educativo. También, desarrolla una serie de programas, recursos educativos y capacitación para profesores a fin de transformar las formas de enseñanza y aprendizaje.

## Estrategia digital COVID-19
Frente a la emergencia sanitaria del COVID-19, Uruguay ha implementado una serie de estrategias digitales y, en este sentido, su plan de vacunación tiene como principal sistema de solicitud para la inoculación diversos servicios en línea, como un WhatsApp, una página web, la aplicación CORONAVIRUS UY  y un fono de línea gratuita para realizarlo. Casi la mitad de la población uruguaya optó por hacerlo a través de WhatsApp, mientras que un casi un tercio por página web, y solo un 16% mediante la aplicación CORONAVIRUS UY. No obstante, más de la mitad de la ciudadanía de 65 años o más, no pudo hacerlo por sí mismo, sino que alguien más lo hizo por ellos. Asimismo, más de la mitad de la población de bajo nivel educativo tuvo que pedirle a otra persona que lo hiciera por ellos.